# Уланбель
Уланбе́ль (каз. Ұланбел) — село у складі Мойинкумського району Жамбильської області Казахстану. Адміністративний центр та єдиний населений пункт Уланбельського сільського округу.
Населення — 969 осіб (2021; 1047 у 2009, 1455 у 1999, 1770 у 1989).